# Croissant

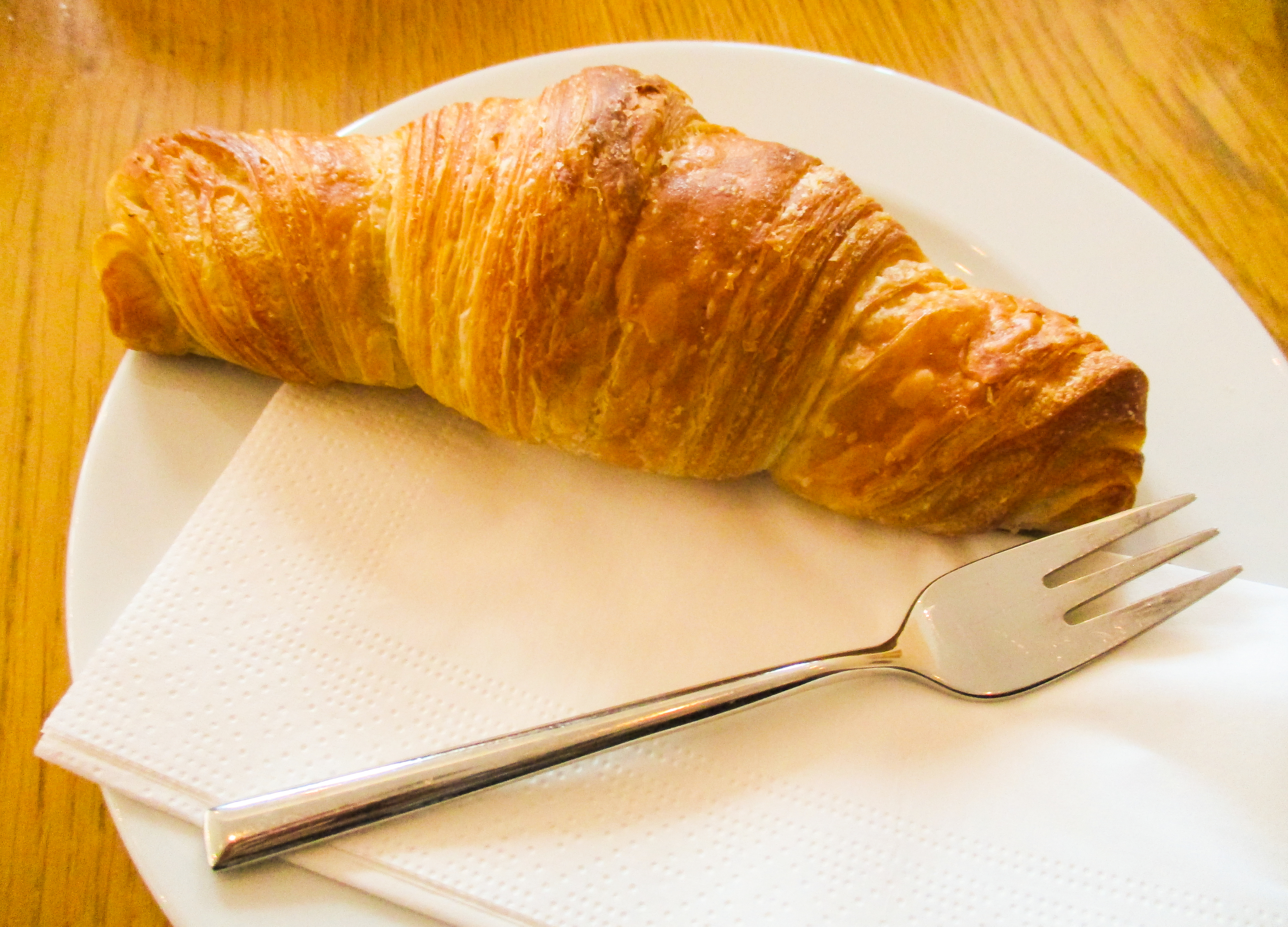
Croissant

Croissant (francouzskou výslovností [kʀwasɑ̃]; českou výslovností [kroasan] nebo [kroasán]; v ostatních pádech lze ve výslovnosti zachovat koncové -t, např. 2. p. [kroasántu], [kroasánu], [kroasantu], [kroasanu]) je máslové nadýchané pečivo typu viennoiserie a vyrábí se z kynutého vrstveného těsta. Pláty kynutého těsta se při přípravě croissantů prokládají vrstvami změklého másla, společně se pak vyvalují. Tomuto procesu zpracování těsta, díky němuž má upečený výrobek vločkovitou a nadýchanou strukturu podobnou pečivu z těsta listového, se říká laminování.

## Historie
Předchůdcem dnešního croissantu je rakouský Kipferl, sladký rohlík vzhledově připomínající loupák, který se zde vyráběl už ve 13. století. Jeho adoptivní zemí se stala Francie poté, co v roce 1839 rakouský dělostřelecký důstojník August Zang založil v Paříži na známé rue de Richelieu vídeňskou pekárnu ("Boulangerie Viennoise"), kde vyráběl vídeňské speciality včetně sladkých rohlíků Kipferl a bílého vídeňského chleba. Pařížané si jeho podnik rychle oblíbili a místní pekařské výrobky inspirovaly mnohé francouzské pekaře, pod jejichž rukama se zrodila imitace Kipferlu – croissant. Svůj název získal podle svého charakteristického tvaru (croissant – francouzsky srpek, půlměsíc).
Nejstarší recepty popisující výrobu croissantu pocházejí až z počátku 20. století, avšak zmínky o něm lze nalézt v tisku z poloviny století 19. (zejména v souvislosti s Zangovou Boulangerie Viennoise). V roce 1869 byla konzumace croissantů už natolik rozšířená, že o něm bylo možné mluvit jako o základu francouzské snídaně.
O pečivu z laminovaného těsta se zmiňuje již kuchařka "Le Cuisinier françois" z roku 1680 od Francoise Pierra La Varenne. Zde se však neobjevuje ve formě croissantů, nýbrž v receptech na taštičky a jiné plněné pečivo.
O původu vzniku Kipferlu, a potažmo i croissantu, kolují od 19. století v kulinářském světě všemožné legendy, neexistuje však žádný důkaz, který by podpořil pravdivost byť jediné z nich.
Podle jedné byl Kipferl poprvé upečen v Evropě na počest porážky Arabů v bitvě u Poitiers v roce 732 a jeho tvar má zpodobňovat muslimský půlměsíc. Jiná vypráví příběh o obléhání Vídně Osmanskou říší v roce 1683, které skončilo pro Turky nezdarem díky vídeňským pekařům, kteří když v noci stáli u válů, zaslechli jak nepřátelé hloubí pod hradbami tunely a město svým včasným varováním zachránili. Na oslavu této události se začaly péct sladké rohlíky ve tvaru půlměsíce, jaký byl k vidění na osmanských vlajkách.

## Croissant ve světě
Těsto na croissanty lze použít i k výrobě sladkých taštiček plněných nugátem, marcipánem nebo čokoládou, samotné croissanty se často podávají překrojené a různě plněné. Těsto může být před pečením ochuceno rozinkami nebo kousky sušeného ovoce, například jablky.
Ve Francii a Španělsku se croissanty prodávají nejčastěji bez jakékoli náplně a konzumují se jen tak, bez dalšího vylepšování. Vzácněji lze narazit na croissanty s mandlemi.
Ve Spojených státech jsou běžné croissanty se sladkými náplněmi a polevami. K dostání je i teplé pečivo plněné šunkou, sýrem feta nebo špenátem.
Ve Východním Středomoří tzv. Levantě jsou k dostání sladké croissanty bez náplně, nebo sypané mandlemi či plněné čokoládou, slané pak se sýrem, nebo s těstem ochuceným směsí koření za'atar.
V Německu jsou oblíbené croissanty plněné nutellou či persipánem. V německy hovořící části Švýcarska lze koupit pečivo zvané Gipfeli, které je křupavější a jeho těsto je méně máslové než jak je tomu u klasického francouzského croissantu.